# Anactis picta
Anactis picta is een zeeanemonensoort. De anemoon komt uit het geslacht Anactis. Anactis picta werd in 1830 voor het eerst wetenschappelijk beschreven door Lesson. 